# Samgar

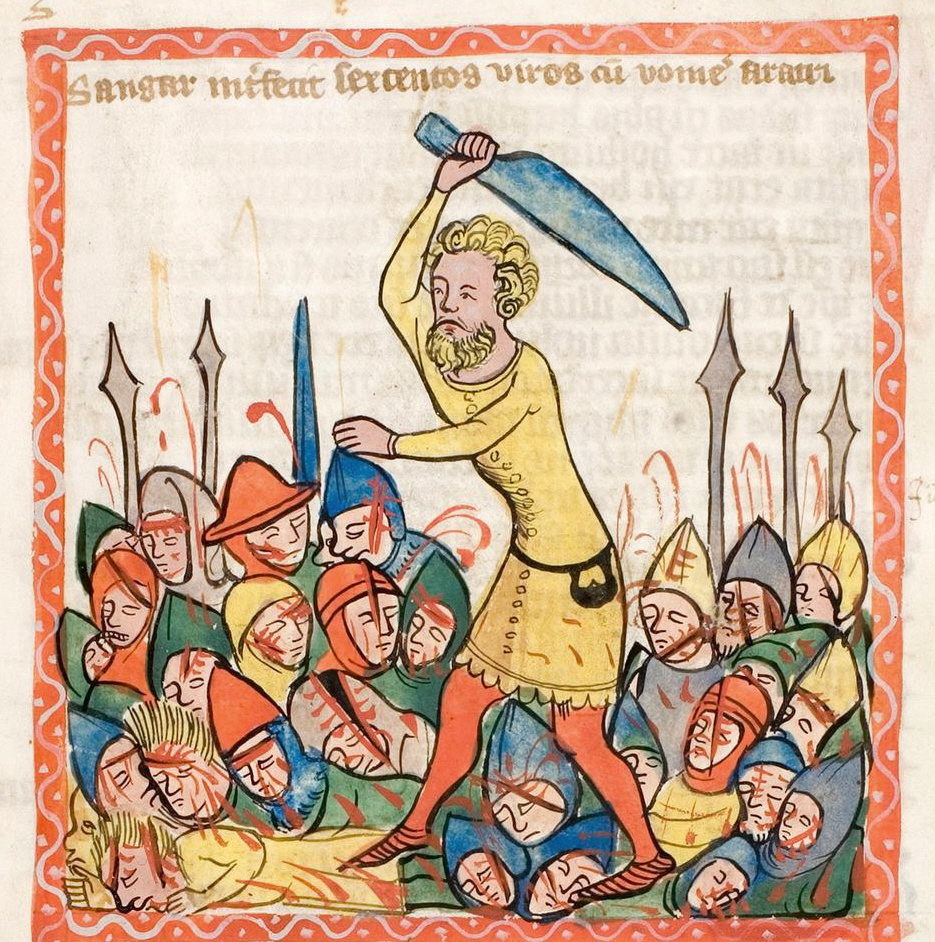
Sangor (Samgar): Speculum Humanae Salvationis, rond 1360

Samgar (Hebreeuws:  שַׁמְגַּר, Šamgar) was volgens de traditie in de Hebreeuwse Bijbel de derde rechter van de Israëlieten. 
Na Ehud kwam Samgar, zoon van Anat. Hij doodde zeshonderd Filistijnen met een ossenprik. Zo bevrijdde ook hij Israël.— Rechters 3:31

## Israëliet?
Verder wordt Samgar genoemd in het lied dat rechter Debora zong:
Onder Samgar, de zoon van Anat, in de tijd van Jaël, begaf geen karavaan zich nog op weg. Wie toch op reis moest, nam de kronkelpaden.— Rechters 5:6
De beschrijving van de periode onder Samgar hier is niet heel rooskleurig. Gecombineerd met het feit dat de titel "zoon van Anat" een koninklijke titel was uit de Kanaänitische mythologie, wordt in de Joodse literatuur aangenomen dat Samgar een buitenlandse onderdrukker was en geen Israëlitische heerser.